# LAMP2
La proteïna de membrana associada al lisosoma 2 (LAMP2), també coneguda com CD107b (Cluster of Differentiation 107b) i Mac-3, és un gen humà. La seva proteïna, LAMP2, és una de les glicoproteïnes que es troba a la membrana plasmàtica del lisosoma, els endosomes i els autofagosomes.
La proteïna codificada per aquest gen és un membre d'una família de glicoproteïnes de membrana. Aquesta glicoproteïna proporciona selectines amb lligands de carbohidrats. Pot tenir un paper en la metàstasi de les cèl·lules tumorals. També pot funcionar en la protecció, el manteniment i l'adhesió del lisosoma. L’empalmament alternatiu del gen produeix tres variants: LAMP-2A, LAMP-2B i LAMP-2C. LAMP-2A és el receptor d'autofàgia mediada per xaperona.

## Estructura i distribució tissular
El gen de LAMP2 té 9 exons codificants i 2 últims exons alternatius, 9a i 9b. Quan l'últim exó s'empalma amb l'exó alternatiu, és una variant anomenada LAMP2b, que varia en els últims 11 aminoàcids de la seva seqüència C-terminal: en el domini luminal, el domini transmembrana, i la cua citoplasmàtica. L'original (LAMP2a) s'expressa altament en la placenta, el pulmó i el fetge, mentre que LAMP2b s'expressa altament en el múscul esquelètic.

## Funció
Els lisosomes són orgànuls cel·lulars que es troben en la majoria de cèl·lules animals. Les seves funcions principals se centren en la descomposició de materials i restes a la cèl·lula. Algunes d'aquestes es fan mitjançant hidrolases àcides que degraden materials estrangers i tenen funcions autòliques especialitzades. Aquestes hidrolitzacions s'emmagatzemen a la membrana lisosomal, que també alberga glicoproteïnes de membrana lisosomal.
LAMP2, juntament amb LAPM1 (proteïna de la mateixa família) representen aproximadament el 50% de les glicoproteïnes de membrana lisosomal. Ambdós consisteixen en polipèptids d'uns 40 kD. Es creu que estan significativament involucrats en operacions dels lisosomes, incloent el manteniment de la integritat, el pH i el catabolisme. A més, es creu que algunes de les funcions de LAMP2 són protegir la membrana lisosomal dels enzims proteolítics que estan dins del propi lisosoma, actuant com a receptor en el lisosoma per a les proteïnes, l'adhesió (quan s'expressa a la superfície exterior de la membrana plasmàtica) i la transducció de senyals, tant inter- com intra-. També proporciona protecció per a la cèl·lula dels mutàgens metilants.